# Peter Beniač
Peter Beniač (* 20. července 1949) je slovenský lékař a politik, po sametové revoluci československý poslanec Sněmovny národů za Sociálnědemokratickou stranu na Slovensku. Pracuje jako lékař.

## Biografie
Ve volbách roku 1992 zasedl do slovenské části Sněmovny národů za Sociálnědemokratickou stranu na Slovensku. Ve Federálním shromáždění setrval do zániku Československa v prosinci 1992. Profesně působí jako lékař.